# Скандинавські гори
Скандина́вські го́ри (норв. Den skandinaviske fjellkjede, швед. Skanderna, фін. Skandit) — гірський масив, що перетинає Скандинавський півострів, завдовжки близько 1700 км, завширшки — до 320 км. Західні схили гір круто уриваються в Північне і Норвезьке моря, формуючи норвезькі фіорди, які зникають в напрямку на північний схід до кордону з Фінляндією. На півночі гори є кордоном між Норвегією, Швецією і Фінляндією, але тут вони невисокі.
Висота гір порівняно невелика. Найвища точка — гора Ґалгепіґґен (норв. Galdhøpiggen) — має висоту 2469 м і розташована в південній частині Норвегії. Найвища точка на території Швеції — гора Кебнекайсе (швед. Kebnekaise), 2111 м. Рельєф згладжений діяльністю давніх льодовиків. Сучасні льодовики Скандинавських гір є найпотужнішими в материковій Європі.
Поєднання північного розташування й вологості від Північної Атлантики спричинило утворення крижаних полів і льодовиків, що разом з крутими схилами гір створюють захопливі й драматичні краєвиди.

## Льодовики
Рельєф Скандинавських гір значною мірою згладжений діяльністю стародавніх льодовиків. У сучасному рельєфотворенні провідну роль відіграє водна ерозія, а у верхньому (нівальному) поясі гір — також діяльність снігу і льоду. Характерні найбільші у материковій Європі сучасні льодовики переважно скандинавського (щитоподібного) типу. Загалом у Скандинавських горах понад 2400 льодовиків загальною площею 3050 км².
Основні райони заледеніння: Юстедальсбре, Ютунгеймен, Свартісен (Норвегія), Сарек і Кебнекайсе (Швеція).

## Геологічна будова
Скандинавська гірська система сполучена з горами Шотландії, Ірландії і горами східної частини Північної Америки. Геологи вважають, що всі вони сформували єдине пасмо до розриву давнього суперконтиненту Пангея. Ці гори — залишки каледонської складчастості. Багато геологів уважають, що це найбільший гірський масив у геологічній історії.

## Річки та озера
У Скандинавських горах розташовано безліч озер, більшість із яких має льодовикове походження. Річок також дуже багато. Річки, що беруть початок на західних схилах гір, повноводні, але короткі, часто мають пороги і водоспади. Річки, що беруть початок на східних схилах гір, набагато довші. Завдяки своїй повноводності і великим перепадам висот річки мають значний гідроенергетичний потенціал. Загальний запас гідроенергергії річок Скандинавського півострова становить 230 млрд кВт⋅год на рік. Майже половина цього потенціалу вже використовується гідроелектростанціями Швеції й Норвегії.
Найбільші річки Норвегії — Гломма (611 км), Тана (360 км) і Альта (200 км), Швеції — Турнеельвен (510 км), Умеельвен (467 км), Онгерманельвен (460 км), Каліксельвен (450 км), Лулеельвен (450 км), Індальсельвен (420 км), Шеллефтеельвен (410 км), Онгерманельвен (460 км), Далельвен (240 км).

## Фауна і флора
Схили гір покриті тайговими лісами й чагарниками, а також гірською тундрою і луками; трапляються також торф'яники. Хвойні ліси, одне з головних багатств Скандинавських гір, піднімаються до висоти 900 м на півдні і до 400—500 м на півночі.
Серед тварин поширені олень, лось, вівцебик та інші.

## Корисні копалини
Наявні родовища руд заліза, міді, титану, піриту. Скандинавські гори мають також великі запаси будівельного каменю (граніту різних кольорів, мармуру і сланцю)
Ліси Скандинавських гір використовують у господарських потребах скандинавських країн, передусім Швеції.

## Туризм

### Заповідні території
У Скандинавських горах створено багато національних парків, зокрема:
- у Швеції:
  - Абіску,
  - Сарек,
  - Стуре-Шефаллет
- у Норвегії:
  - Бергеф'єлль;

Окрім того, є численні заповідники.

### Лижний спорт
У горах Скандинавії природний сніговий покрив зберігається з листопада до квітня, тому лижні курорти цих країв дуже популярні серед європейських туристів. Найвідоміші лижні курорти:
- У Швеції — Оре, Селен, Ідре.
- У Норвегії — Хемседал, Трюсіл, Квітфьоль, Хафьоль, Єйлу.
- У Фінляндії — Хімос, Тахко, Вуокатті, Колі, Леві, Рука, Юлляс.